# NGC 162
NGC 162 é uma estrela na direção da constelação de Andromeda. O objeto foi descoberto pelo astrônomo Herman Schultz em 1867, usando um telescópio refrator com abertura de 9,5 polegadas. 